# Accidente del L-410 de la DOSAAF en Tanay
Un avión Let L-410 Turbolet, el sábado 19 de junio de 2021 que transportaba a unos paracaidistas deportivos se estrelló contra el suelo poco después de despegar del aeródromo Tanay Airfield en la región de Kémerovo de Siberia en Rusia.

## Aeronave
El avión era un Let L-410UVP-E que hizo su primer vuelo en julio de 1989 registrado como RF-94603. Tenía como número de serie 23-28. La aeronave era operada por la DOSAAF, la asociación paramilitar de la desaparecida Unión Soviética y propulsado con dos motores turbohélice Walter M601.

## Hechos
La tripulación estaba realizando la tarea de lanzar paracaidistas desde el aeródromo ATCK del Club de Paracaidistas de Siberia Central DOSAAF. El despegue se realizó a las 10:14 hora local. Después del despegue y la retracción del tren de aterrizaje a una altitud de 25 m, el motor derecho falló, seguido de la hélice emplumada. La tripulación continuó despegando con un ascenso a 90 m, un aumento de la velocidad de vuelo a 160 km/h. A esta altitud, a una distancia de 3370 m del KTA, la tripulación comenzó a realizar un giro con el margen derecho hasta 10° para regresar al aeródromo. Los flaps permanecieron en posición de despegue. En el transcurso del viraje, en el rumbo de 330°, la tripulación comenzó a descender con una velocidad vertical de 2-3 m/s, presumiblemente para realizar una aproximación y aterrizaje fuera del aeródromo a un sitio recogido desde el aire. A una altitud de 40-50 m, el capitán dio la orden a los paracaidistas: "Prepárense para un aterrizaje forzoso". En un giro a una altitud de 40 m, la tripulación bajó el tren de aterrizaje y continuó realizando un giro para ingresar a una línea recta para aterrizar en el sitio seleccionado. A una altitud de 20 m, a una velocidad de 130 km/h, el avión se detuvo en el ala derecha con un aumento de alabeo de hasta 60°. El avión chocó con la superficie de la tierra en un campo lleno de humos con el avión del ala derecha y se derrumbó cuando la cabina del piloto golpeó el suelo. No hubo fuego. Ambos pilotos y dos instructores del club de paracaidistas murieron. 4 paracaidistas resultaron gravemente heridos. El resto sufrió heridas leves o contusiones. Una de las víctimas murió en el hospital el 28 de junio.
"El avión hizo el cuarto vuelo en un día y, por supuesto, estaba en buenas condiciones", dijo el interlocutor de la agencia.
Además, un piloto experimentado estaba al mando. "A una altitud de 30-40 metros, el motor derecho falló, resulta que estaban subiendo. Al timón estaba un piloto experimentado Alexander Vladimirovich Sheikin. Agregó gasolina para volar sobre la carretera, dar la vuelta y aterrizar en el aeródromo. El motor se quemó. Frente a ellos estaba el pueblo de Zhuravlevo y se vieron obligados a buscar un lugar de aterrizaje y, al aterrizar, golpearon el suelo con el ala izquierda, por lo que volcaron", agregó Shemohanov. Según el sistema SPARK, Sheikin encabezó la asociación de paracaidismo Kuzbass.
Las unidades de bomberos y rescate de la guarnición acudieron rápidamente al lugar. Según datos preliminares, hay víctimas, dijo el servicio de prensa del Ministerio de Situaciones de Emergencia.
Primeramente, el accidente mató a cuatro personas. Según Life SHOT, se trata del capitán y piloto del aparato, además de dos paracaidistas deportivos. Otras 17 personas resultaron heridas. Cuatro se encuentran en estado grave, otros 11 se encuentran en un estado de gravedad moderada.